# Белорусская военная комиссия
Белорусская военная комиссия (БВК) — орган по формированию белорусских частей в польской армии в 1919-1921 годах. Состояла из гражданских и военных членов. Образовалась 2 августа 1919 года по решению Белорусского съезда Виленщины и Гродненщины (1-я половина июня 1919 года, Ви́льно) и подчинялась Центральному белорусскому совету Виленщины и Гродненщины по договорённости с начальником государства Польского Юзефом Пилсудским.

## Цели

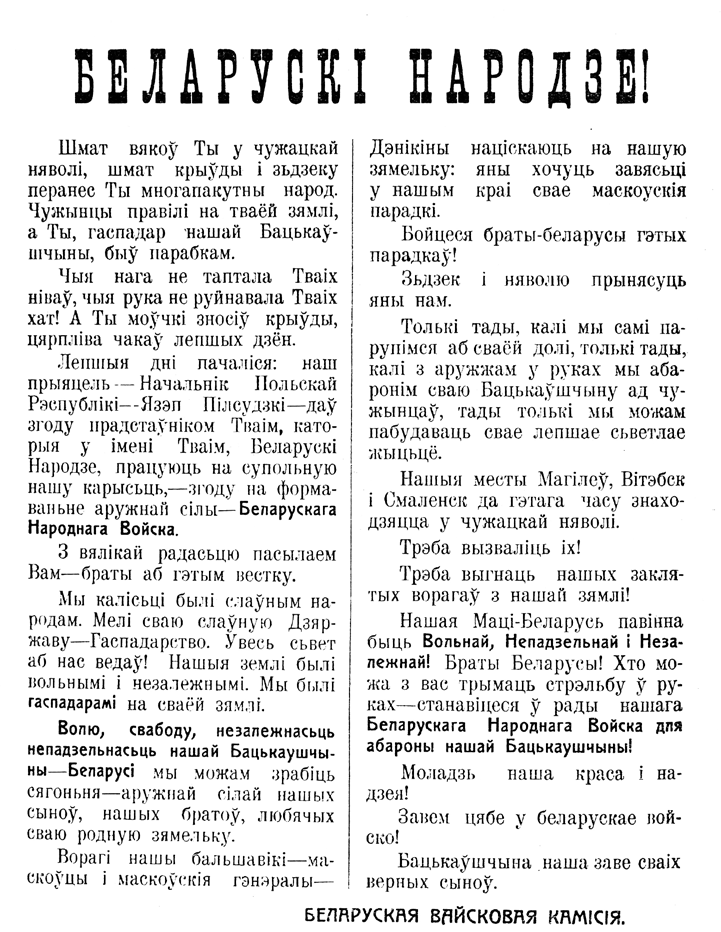
Агитационный плакат БВК

Задачей комиссии являлась разработка проекта организации белорусских частей в составе польской армии, а также создание текста обращения к польским властям для разрешения такой организации. Планировалось, что вместе с польской армией белорусские части будут бороться с большевиками в ходе советско-польской войны, в целях осуществления проекта польско-белорусской федерации, декларированного в 1919 году Юзефом Пилсудским.
В дальнейшем комиссия должна была действовать при польском главном командовании, а также иметь представителей во всех областях военного хозяйства, которые бы касались белорусских частей. Комиссия должна была бы предлагать кандидатуры офицеров для белорусской армии, утверждать постановления польского главного командования об их назначении и отстранении.

## Создание
Соответствующий меморандум был передан Юзефу Пилсудскому 28 июля 1919 года, тогда же было получено его согласие. С техническим участием назначенного представителя польского командования капитана Бобровского, комиссия разработала проект организации белорусской армии в составе одной пехотной дивизии (три пехотных полка, артиллерийский полк, кавалерийский эскадрон, рота сапёров — всего 20 тыс. человек).
Этот проект был передан польскому главному командованию, но реальных шагов к его осуществлению не делалось до октября 1919 года. Тем временем, в августе-сентябре 1919 года на белорусских территориях, занятых польской армией, проводился набор и формировались Литовско-белорусские дивизии Польской армии — главным образом, среди детей местных католических и польскоязычных дворян.

## Деятельность

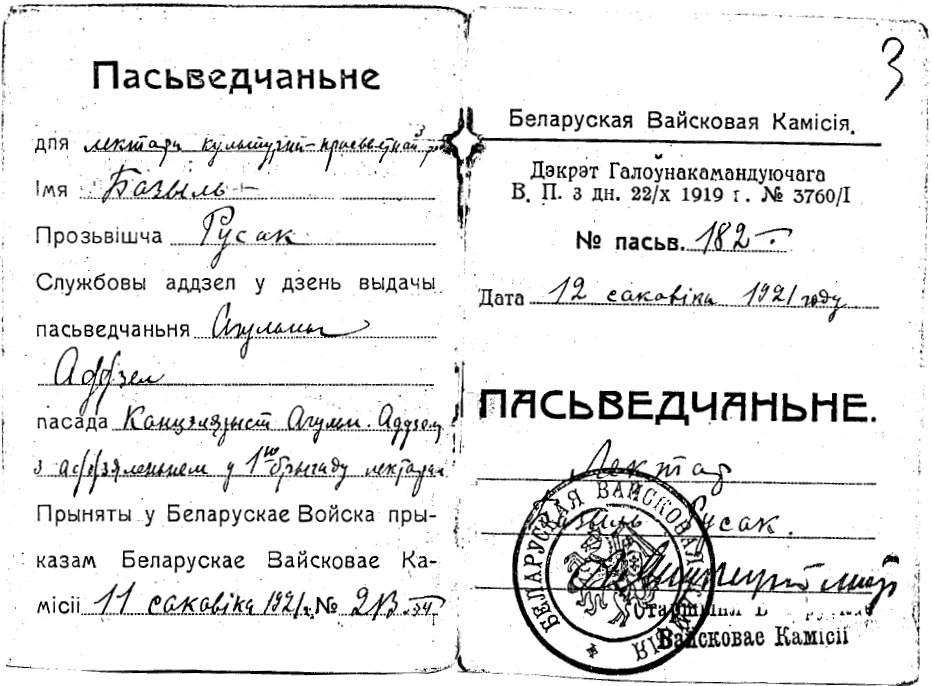
Удостоверение БВК на имя Василия Русака, 11 марта 1921 года

Декрет Пилсудского (22 октября 1919 года) подтвердил состав и полномочия комиссии: П. П. Алексюк (председатель), А. Овсяник, полковники Г. Конопацкий (командующий белорусским войском) и Д. Якубовский, штабс-капитаны Ф. В. Кушель и А. Якубецкий, Ю. Мурашко, А. Прушинский (А. Гарун), С. М. Рак-Михайловский, её постоянное место пребывания (Минск) и формирование белорусской армии под названием «белорусских национальных отделов» в Слониме, под командованием члена комиссии полковника Г. Конопацкого. Польским офицерам и солдатам белорусской национальности было разрешено переходить в белорусские части. Помимо этого, разрешалась организация при Варшавской школе подхорунжих белорусского взвода из добровольцев имеющих среднее образование, для подготовки белорусских офицерских кадров. Однако, количественный состав белорусской армии был сокращён до двух батальонов.
В ноябре 1919 года БВК переехала в Минск. Делилась на подкомиссии: вербовочно-агитационную (возглавлял Алексюк), квалификационную (Якубецкий), стройную (Прушинский), культурно-просветительскую (Рак-Михайловский).
В уездах БВК создавала белорусское вербовочное бюро, среди населения распространяла обращения с призывом вступать в национальную армию. Переводила на белорусский язык польские воинские уставы, выпустила сборник «Подарок белорусскому солдату» (1920). Производила регистрацию добровольцев (офицеров, солдат, военных чиновников, врачей).
В декабре 1919 года в Минске комиссия начала работу для осуществления этого декрета и сразу столкнулась с систематическим политическим и административным противодействием оккупационной администрации, которая находилась под сильным влиянием польской «эндеции» (национал-демократической партии).
В марте 1920 года приказом военного министерства вербовка и отбор добровольцев исключены из компетенции БВК и переданы польским местным органам администрации, которые стали бойкотировать это дело.
Реально комиссии удалось сформировать один пехотный батальон, создать взвод добровольцев (30 человек) при Варшавской школе подхорунжих и организовать курсы переподготовки офицеров в Минске.
В июле 1920 года в связи с наступлением Красной армии БВК фактически распалась. Не зная о тяжёлом поражении поляков на Березине, члены БВК уехали из Минска в Киев, считая, что отступление временное. Там заболел Алесь Гарун и был направлен в Краков санитарным поездом.
Работа комиссии была восстановлена 3 октября 1920 года в Лодзи в составе: Андрей Якубецкий (председатель), Ф. Кушель, Франтишек Умястовский, Э. Якобини, Д. Якубовский. В конце ноября из БВК дезертировала группа офицеров во главе с Кузьмой Терещенко, разочаровавшихся в целесообразности коллаборации с польскими оккупантами (польское правительство не признавало БНР), и вступила в Слуцкую стрелковую бригаду армии БНР. БВК не признавала БНР, к армии БНР никакого отношения не имела, использовалась польскими властями, наравне с коллаборационной организацией «Найвышэйшая Рада БНР», для гибридной войны против Беларуской Народной Республики.
Также проводилась культурно-просветительская работа среди интернированных в Польшу военнослужащих-белорусов. Предложения о реэвакуации комиссии в один из городов Западной Белоруссии были отклонены польскими властями.

## Ликвидация
Весной 1921 года поляки, выполняя положения Рижского мирного договора, начали расформирование иностранных антибольшевистских организаций. По указанию министра военных дел генерала К. Сосновского от 21 апреля 1921 года Белорусская военная комиссия и белорусские военные части должны были быть расформированы с 15 мая 1921 года. Ликвидацию проводил майор Ю. Тунгуз-Зависьляк. Белорусские офицеры должны были быть уволены по правилам Войска Польского; могли также обращаться о приём в ряды Войска Польского. Подхорунжие, которые ещё учились, могли остаться в Варшавской школе подхорунжих до окончания обучения.